# Lis Jensen
Lis Jensen (født 1952 i Kås) er en dansk socialrådgiver og politiker. Hun er medlem af regionsrådet i Region Nordjylland for Enhedslisten og tidligere medlem af EU-parlamentet for Folkebevægelsen mod EU. 
Jensen blev valgt regionsrådet i Region Nordjylland for Enhedslisten i 2013 og genvalgt i 2017.
Jensen arbejder som socialrådgiver hos nordjyske fagforeninger. Fra 1994 til 1999 repræsenterede hun Folkebevægelsen mod EF i Europa-Parlamentet. Fra 1999 var hun medlem af forretningsudvalget i Folkebevægelsen.